# هيوماين
شركة هيوماين، هي شركة حكومية سعودية مملوكة لصندوق الاستثمارات العامة، أعلن عن إطلاقها الأمير محمد بن سلمان في 12 مايو 2025 بهدف تطوير وإدارة حلول وتقنيات الذكاء الاصطناعي، والاستثمار في القطاع.

## المهام
تعمل الشركة على دعم وتنسيق مختلف المبادرات المتعلقة بمراكز البيانات والأجهزة، وتسريع تبني تقنيات الذكاء الاصطناعي في مختلف المجالات، مع توفير منظومة متكاملة للحلول المرتبطة بالاقتصاد الرقمي في مختلف القطاعات الاستراتيجية، مثل الطاقة والرعاية الصحية والصناعة والخدمات المالية، وتقديم أحدث نماذج وتطبيقات الذكاء الاصطناعي، كتطوير أحد أفضل النماذج اللغوية الكبيرة (LLM) باللغة العربية، بالإضافة إلى الجيل الجديد من مراكز البيانات، والبنية التحتية للحوسبة السحابية.
وتعمل على ترسيخ موقع السعودية مركزاً عالمياً لتمكين أفضل تقنيات البيانات والذكاء الاصطناعي، وجذب الفرص الاستثمارية وأفضل الكفاءات في القطاع من السعودية والعالم.

## التاريخ
في 13 مايو 2025م أعلن عن تعيين المهندس طارق أمين رئيساً تنفيذياً لشركة هيوماين.

## اتفاقيات إستراتيجية
في 13 مايو 2025م أعلنت شركة هيوماين عن توقيع سلسلة من الاتفاقات الاستراتيجية مع كبرى شركات التكنولوجيا الأميركية، وذلك ضمن أعمال منتدى الاستثمار السعودي – الأميركي، وأبرز الاتفاقيات:
- أعلن الرئيس التنفيذي لشركة «إنفيديا»، جينسن هوانغ أن الشركة ستبيع أكثر من 18 ألف رقاقة ذكاء اصطناعي حديثة لشركة «هيوماين» السعودية.[7]
- وقعت هيوماين اتفاقًا مع شركة AMD بقيمة 10 مليارات دولار لتوسيع بنية الذكاء الاصطناعي التحتية في السعودية، ويهدف المشروع إلى نشر قدرة حوسبية بقدرة 500 ميغاواط خلال خمس سنوات، وبناء منصة سحابية من الجيل القادم.
- وقّعت الشركة مذكرة تفاهم مع كوالكوم لدمج معالجات Snapdragon وDragonwing ضمن منظومة ذكاء اصطناعي متكاملة، وتهدف الشراكة إلى تسهيل استدلال نماذج الذكاء الاصطناعي باللغة العربية عبر مجموعة واسعة من الأجهزة، مع التركيز على تطبيقات في قطاعات الرعاية الصحية، والخدمات العامة، والأتمتة الصناعية.
- أُعلن عن تعاون بين شركة هيوماين وشركتي: سيسكو وإي إم دي لإطلاق بنية تحتية فائقة للذكاء الاصطناعي AI Superstructure، تهدف إلى تسريع عمليات تدريب ونشر نماذج الذكاء الاصطناعي في السعودية، والخطط لدعم الفعاليات العالمية القادمة وأبرزها: معرض الرياض إكسبو 2030، وكأس العالم 2034 من خلال بنية تحتية رقمية ذكية ومدعومة بالذكاء الاصطناعي.[8]